# Saint-Gabriel-de-Brandon
Pour les articles homonymes, voir Saint-Gabriel et Brandon.
Saint-Gabriel-de-Brandon est une municipalité du Québec (Canada), située dans la MRC de D'Autray, dans la région administrative de Lanaudière.

## Toponymie
Elle est nommée en l'honneur de l'archange Gabriel.

## Histoire
Les terres de Saint-Gabriel-de-Brandon étaient autrefois visitées par les Attikameks et les Abénaquis qui convergeaient vers le lac Maskinongé.
Jesse Armstrong est officiellement le premier colon à obtenir un terrain dans cette seigneurie, concédée au sieur Charles-François Tarieu de Lanaudière M. Armstrong, loyaliste américain d'origine écossaise, est imité par de nombreux Irlandais. Cependant, ce n'est que vers 1830 qu'on dénote l'arrivée de Canadiens français dans ce secteur qui est d'abord appelé Canton de Brandon puis Mission du lac Maskinongé jusqu'en 1836.
Le transport ferroviaire a contribué fortement à l'essor du commerce du bois. En 1888, le Canadien Pacifique relie Saint-Gabriel à Montréal. Le moulin à scie des McLaren emploie une centaine d'hommes qui sortent plus de cent wagons de bois de pulpe par an[réf. nécessaire]. L'épuisement de la ressource forestière engendre inévitablement la fermeture des moulins.
On dénote une grande activité dans le domaine des fours à charbon de bois. La compagnie Canadien Charcoal Co. Ltd exploite sept fours de 1912 à 1922 jusqu'à ce que le feu mette un terme aux activités[réf. nécessaire].
Le 14 juin 2014, la municipalité de la paroisse de Saint-Gabriel-de-Brandon a changé son statut pour celui de municipalité.

## Géographie
Le centre de la municipalité est délimité à l'ouest et à l'est par le lac Maskinongé. La ville de Saint-Gabriel est enclavée dans le territoire de la municipalité.
La rivière Maskinongé délimite le nord-est de la municipalité et y coule vers le nord-est jusqu'à sa confluence avec la rivière Mandeville venant du nord-est.
À partir de son crénon, dans le nord-ouest de la municipalité, la rivière Bayonne la traverse du nord-ouest vers le sud-est.

## Démographie
| 1991  | 1996  | 2001  | 2006  | 2011  | 2016  | 2021  |
| ----- | ----- | ----- | ----- | ----- | ----- | ----- |
| 2 161 | 2 608 | 2 590 | 2 800 | 2 679 | 2 635 | 2 684 |

## Administration
Les élections municipales se font en bloc pour le maire et les six conseillers.
| Saint-Gabriel-de-Brandon Maires depuis 2003                                                                          |                 |         |          |
| Élection | Maire           | Qualité | Résultat |
| 2003 | Roch Desrosiers |         | Voir     |
| 2005 | Roch Desrosiers | Voir    |          |
| 2009 | Roch Desrosiers | Voir    |          |
| 2013 | Manon Rainville |         | Voir     |
| 2017 | Mario Frigon    |         | Voir     |
| 2021 | Mario Frigon    | Voir    |          |
| Élection partielle en italique Depuis 2005, les élections sont simultanées dans toutes les municipalités québécoises |                 |         |          |

## Éducation
La Commission scolaire des Samares administre les écoles francophones :
- École secondaire Bermon

La Commission scolaire Sir Wilfrid Laurier administre les écoles anglophones :
- École primaire Joliette à Saint-Charles-Borromée[9]
- École secondaire Joliette à Joliette[10]

## Galerie d'images

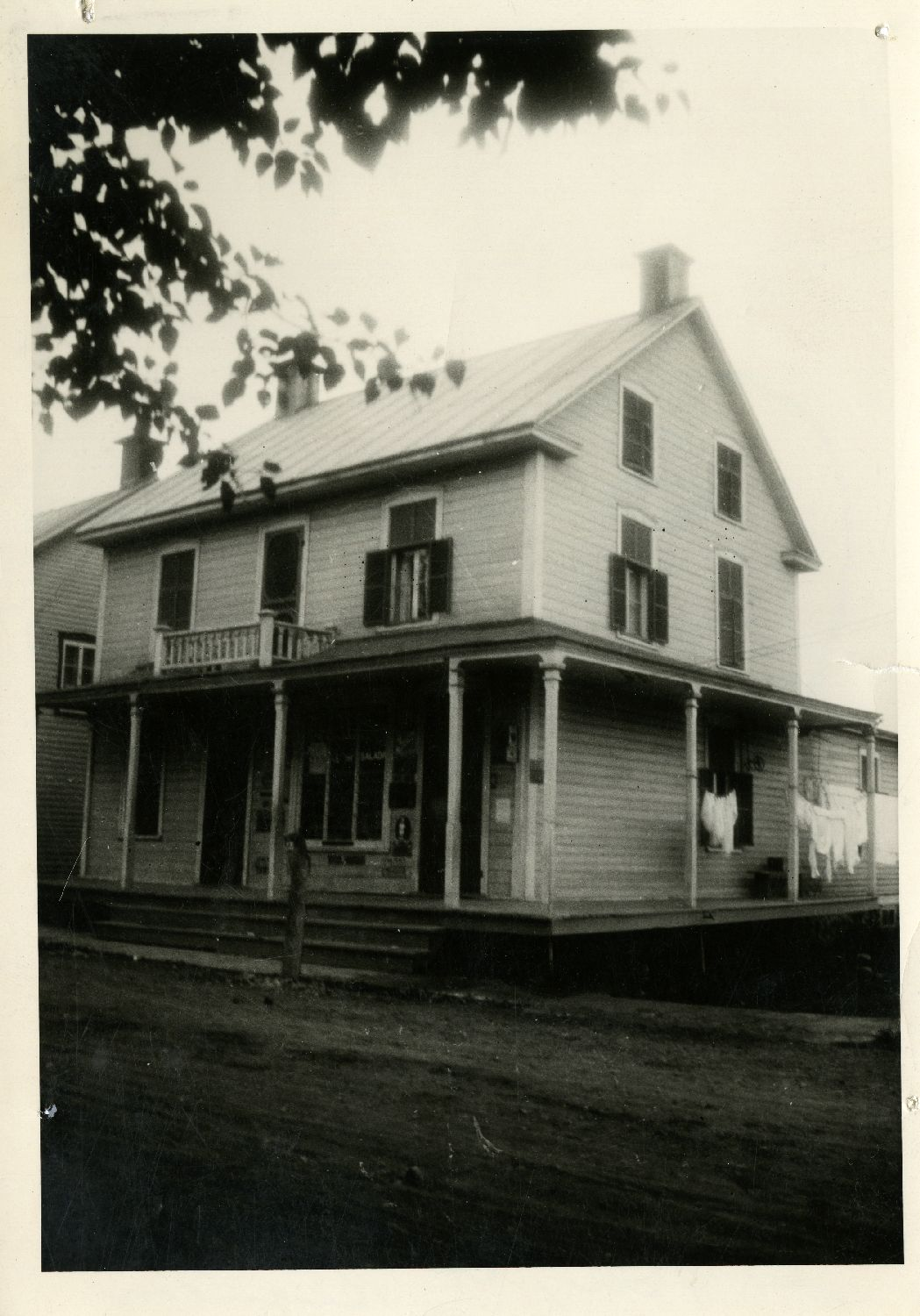
Le magasin Beausoleil aménagé dans une résidence privée de Saint-Gabriel-de-Brandon, 1910
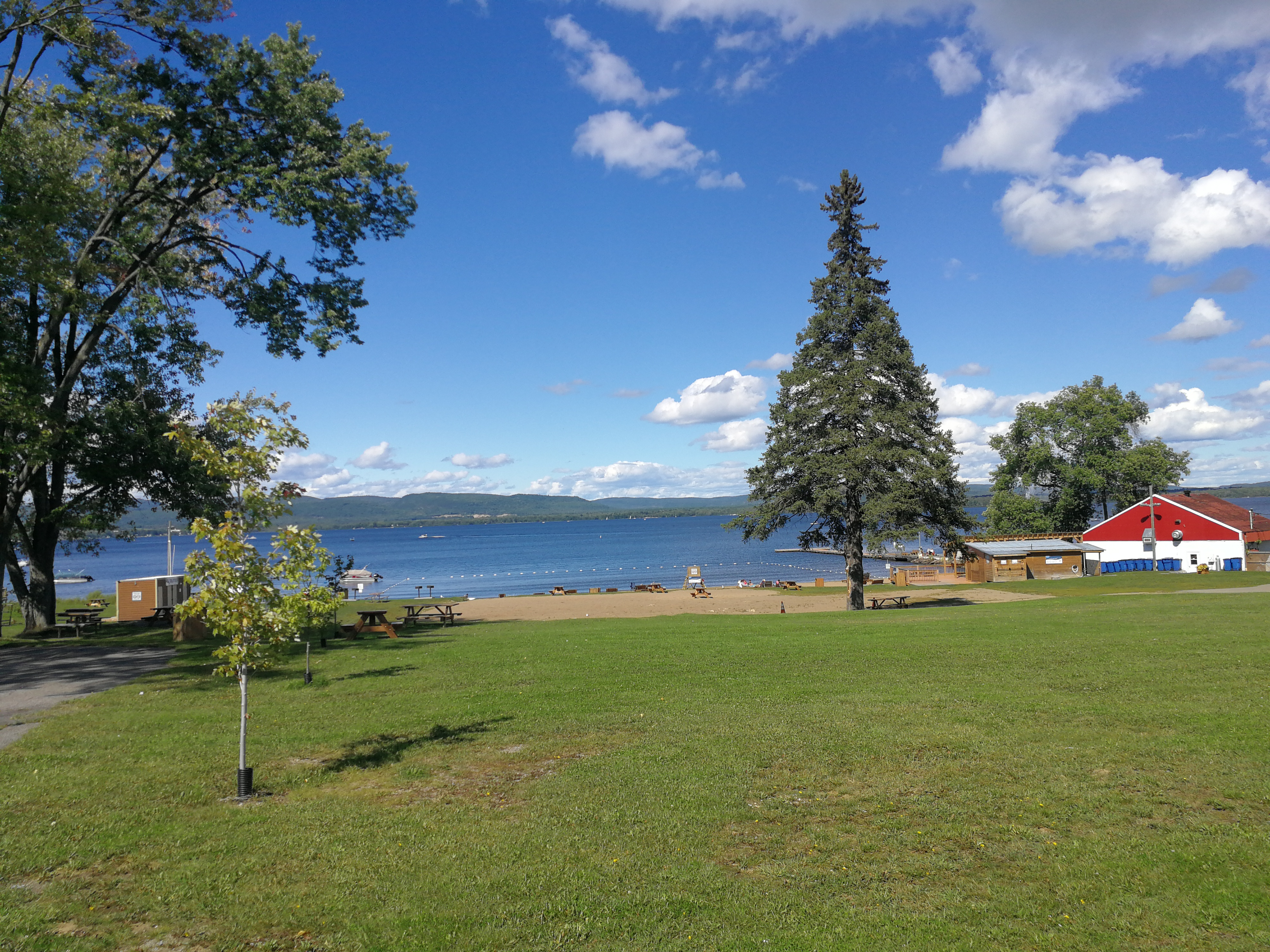
Plage municipale du Manoir